# Julien Dubois (1970)
Julien Dubois est un acteur et réalisateur français né en 1970.

## Biographie

### Acteur
Sous la direction de son père Bernard Dubois, le petit Julien joue dans Les Lolos de Lola (1976), où Jean-Pierre Léaud incarne son père. En 1978 il est encore le fils de Léaud - et naturellement de Claude Jade - dans la dernière aventure d'Antoine Doinel, L'Amour en fuite (1978) de François Truffaut.
En 1980, il est l'acteur principal dans J'ai voulu rire comme les autres. En 1984 il joue le jeune Fabian dans Paris vu par... 20 ans après dans le segment Place Clichy réalisé par son père.
Jean Charles Tacchella lui offre un rôle dans Travelling avant (1987), son père Bernard dans Dernier Cri (1988), et Claude Chabrol dans Madame Bovary.

### Journalisme
À la fin des années 1990, passionné de cinéma et de télévision, Julien Dubois devient journaliste et participe à la création du magazine imprimé Broadcast lancé en mars 1998 par le groupe EMAP France, filiale du groupe de presse britannique East Midlands Allied Press ; hebdomadaire d'actualités professionnelles sur la télévision, la radio et l'audiovisuel. Au bout de quelques mois, il en devient le rédacteur en chef adjoint, poste qu'il occupe jusqu'en 2003.

### Cinéaste, documentariste
Par la suite Julien Dubois amorce une carrière de cinéaste documentariste, tour à tour caméraman, monteur et réalisateur, travaillant pour des sociétés comme Méroé Films, Ladybirds Films, Andana Films, Babel Doc, et principalement pour Zadig Productions, fondée en 2001, et sa branche Zadig Presse dédiée aux magazines de télévision sur les thèmes société, culture et politique. Avec Fodil Chabbi, il co-réaliste en 2003 Chouia cinéma - Un peu de cinéma, documentaire sur la renaissance du jeune cinéma algérien après les années de guerre civile. Avec le même Fodil Chabbi, il signe quelques années plus tard, en 2011, Ballon aiguilles, film audacieux sur le Club de foot Alger Centre, constitué uniquement de jeunes femmes algériennes, qui brave les interdits et tabous de la société patriarcale. Quand il ne réalise pas de films lui-même il participe en tant qu'opérateur/cadreur à la production de plusieurs documentaires sociétaux sur l'univers carcéral, l'école, la géographie humaine, la médecine dans les quartiers déshérités, l'hôpital, etc, avec des réalisateurs comme Didier Cros, Thierry Kübler, Stéphanie Molez, Jean-Bernard Andro, Badroudine Saïd Abdallah, Thierry Leclère.
Puis il tourne et réalise deux films choc : Bondy Blog, portrait de famille (2014), est le récit de l'aventure collective et politique de Bondy Blog, une entreprise de presse associative en banlieue parisienne née au moment des émeutes de 2005. Dans Une fracture française (Et si je ne suis pas Charlie ?) (2016), nous sommes au lendemain des attentats de janvier 2015 et de la grande marche républicaine du dimanche 11 janvier à Paris et dans toute la France qui a rassemblé plusieurs millions de personnes. Julien Dubois redonne ici la parole à l'équipe de journalistes de Bondy Blog qui tentent de répondre aux questions de la violence depuis la périphérie de la capitale, depuis cette "France qui n'est pas Charlie" et qui a fait le choix volontaire de ne pas manifester contre les attentats.
Avec Le petit monde de Fernandel (2020), un téléfilm Label Image programmé sur la chaîne Paris Première le 21 mars 2021, Julien Dubois change complètement d'univers en chroniquant l'histoire de l'un des plus grands fantaisistes du cinéma français : Fernand Contandin  alias Fernandel.
Et, poursuivant son intérêt pour les acteurs populaires, sur un scénario de l'écrivain et journaliste Philippe Lombard, Julien Dubois réalise Terence Hill, Bud Spencer... et moi, documentaire Label Image pour Paris Première, sur les héros ironiques du Western spaghetti "délaissés par la critique … mais adorés par le grand public" que sont Mario Girotti et son complice Carlo Pedersoli (1929-2016).

## Filmographie partielle

### Acteur
- 1976 : Les Lolos de Lola de Bernard Dubois
- 1978 : L'Amour en fuite de François Truffaut
- 1980 : J'ai voulu rire comme les autres de Bernard Dubois
- 1984 : Paris vu par... 20 ans après, segment Place Clichy
- 1985 : La Mariée rouge, de Jean-Pierre Bastid
- 1985 : Un homme comblé (TV), de Paula Delsol
- 1986 : Passage secret, de Laurent Perrin
- 1985 : Scout toujours…de Gérard Jugnot.
- 1986 : Cinématon de Gérard Courant
- 1987 : Travelling avant de Jean-Charles Tacchella
- 1988 : Dernier Cri de Bernard Dubois
- 1991 : Madame Bovary de Claude Chabrol

### Réalisateur
- 2003 : Chouia cinéma - Un peu de cinéma, 59 min, coréalisation avec Fodil Chabbi, Méroé Films, France. Diffusion : TV5
- 2007 : Omar Bongo, un destin africain, 52 min, L&A Films. Gabon Télévision
- 2011 : Ballon aiguilles, 52 min, coréalisation avec Fodil Chabbi, France - Algérie. Diffusion : Public Sénat
- 2011 : Le Gang des Lyonnais, la traque, 52 min Production Label Image, France. Diffusion : 13ème Rue
- 2013 : Monaco : les coulisses du Rocher, 110 min, coréalisation avec Fodil Chabbi. Made in PM, France. Diffusion : France 3
- 2014 : Bondy Blog, portrait de famille, 52 min, Zadig Productions, France. Diffusion : France Ô
- 2016 : Une fracture française (Et si je ne suis pas Charlie ?), 86 min, Zadig Productions, France. Diffusion : France Ô
- 2020 : Le petit monde de Fernandel, 56 min, France, Production : Label Image. Diffusion : Paris Première, samedi 20 mars 2021
- 2025 : Terence Hill, Bud Spencer... et moi, (Label Image pour Paris Première, 2025] ; scénariste :  Philippe Lombard